# Closteromerus glabricollis
Closteromerus glabricollis là một loài bọ cánh cứng trong họ Cerambycidae.